# Papírfonal

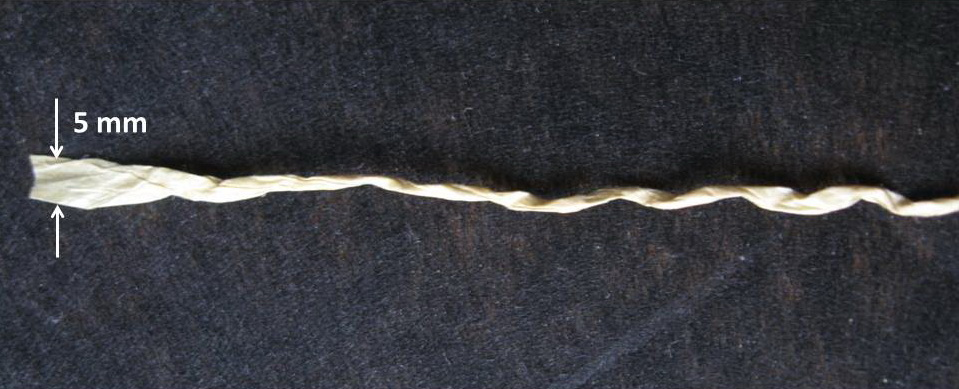
Papírfonal 5 mm széles szalagból sodorva

A papírfonal papírszalagok megsodrásával készül. Mai felhasználási területe elsősorban különböző dekorációs anyagok, dísztárgyak, táskák stb. készítése, amelyeket gyakran kézimunkával állítanak elő, de iparilag szőnyegek is készülnek papírfonalból. A papírfonal vastagabb változatát, a papírspárgát a csomagolástechnika használja.

## Történet
A papír készítése és használata eredetileg az i. sz. 2. századból, Kínából származik, ahol faháncsból, kenderből és rongyból készítették. Tőlük a mongolokhoz, majd azoktól az arabokhoz jutott el a papírkészítés tudománya, míg a 13. században – a mórok révén – a Pireneusi-félszigeten is megjelent és onnan terjedt el az európai kontinensen. Ezzel párhuzamosan japán buddhista szerzetesek is megszerezték a papírkészítés titkát és 610-ben meghonosították hazájukban.
A papírfonal japán találmány. Tőlük ered a papírfonal készítésére (is) alkalmas vasi papír, amiből a szövésre és kézikötésre szolgáló papírfonalat készítik. Az ebből készült szövet a sifu. Kosárfonásra, kézikötésre, dekorációk, dísztárgyak készítésére való a kojori papírfonal. A vasiból hosszú, keskeny papírszalagokat vágtak, ezeket fonókeréken sodorták meg, ebből készítették a sifut és belőle a papírszövetet (vetülékfonalként esetleg selyemfonalat használva papírfonal helyett).

## Előállítás
A korszerű technológiával készült papírfonalat jó minőségű, nagy szilárdságú, facellulózból készült, 12–20 g/m² területi sűrűségű papírból állítják elő. A papírgyártó gépen készült teljes szélességű papírt késekkel vagy erős vízsugárral 1–5 mm milliméter szélességű csíkokra vágják, amelyeket azután nedves állapotban megsodornak. Utánkezelésként enyvezik, dextrinnel vagy keményítővel kezelik, paraffinozzák, majd felcsévélik.
A papírfonalakat általában 0,2–0,9 mm, a papírspárgát 1–6 mm átmérőben gyártják. Szakítóerejük a papír minőségén kívül annak vastagságától és a papírszalagok szélességétől függ. Nagyszilárdságú papírfonalat készítenek lencellulózból gyártott papírból, az ebből készített szalagok két rétege közé erősítésként poliamid-filamentfonalat vezetnek be és így sodorják meg. Szükség esetén több papírfonalat össze is cérnáznak. Készítenek poliészterfonallal vagy selyemmel összecérnázott papírfonalat is.

## Felhasználás
A papírfonal egyik jelentős alkalmazási területe a szőnyeggyártás. Az ilyen szövött szőnyegekhez általában 86% színes papírfonalat és 14% pamutfonalat használnak. A szőnyegek 250 és 330 cm szélességben, 5–10 m hosszúságban készülnek. A szőnyegek felületét impregnálják, hogy kevésbé szívják magukba a szennyeződéseket. Emellett felhasználják a papírfonalakat függönyök, bútorhuzatok készítésére is, gyakran más anyagokkal kombinálva.
A második világháború alatt Finnországban – kényszerűségből – ruházati cikkeket, még egyenruhákat is készítettek papírfonalból, amit azonban a maga nemében olyan jó minőségben tudtak előállítani, hogy a ruhadarabok viszonylag tartósak és moshatók is voltak.
Manapság is készítenek divatruházati cikkeket papírfonal felhasználásával. Erre a célra például manilakenderből nyert cellulózból készítik a papírfonalat, amit pamutfonallal együtt dolgoznak fel. Kötött ingeket, sapkákat készítenek belőle.